# 木竹河站
木竹河站是位于贵州省遵义市桐梓县木瓜镇的一个铁路车站，邮政编码563217。车站建于1965年，有川黔铁路经过该站，车站及其上下行区间均已电气化。车站距离重庆站176公里，隶属成都铁路局，为遵义车务段的“北大门”，是五等站。

## 概要
木竹河站站内坡度0.5‰，设有3条股道。车站目前仅办理列车接发、会让及往来重庆西和遵义5629/5630次一对列车的客运业务，不办理货运业务。
2016年6月28日车站发生水害，造成500方泥石溜坍。随后车站立即疏散了停于该站内的K160次旅客列车，并组织120余人的抢险队伍和重型挖掘设备抵达车站对坡面被动防护网、坍体进行拆解清理和打刷加固工作。

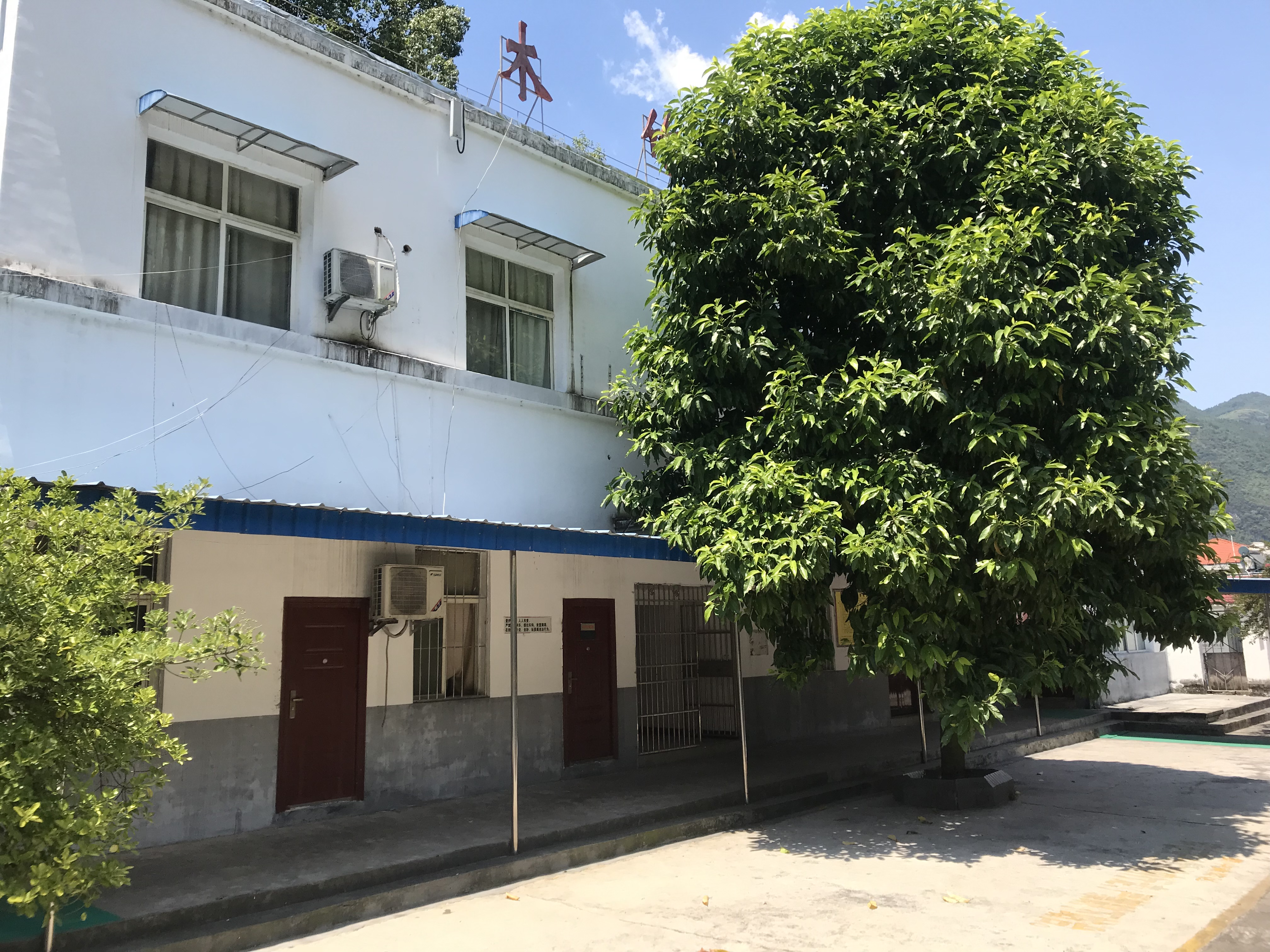
站房
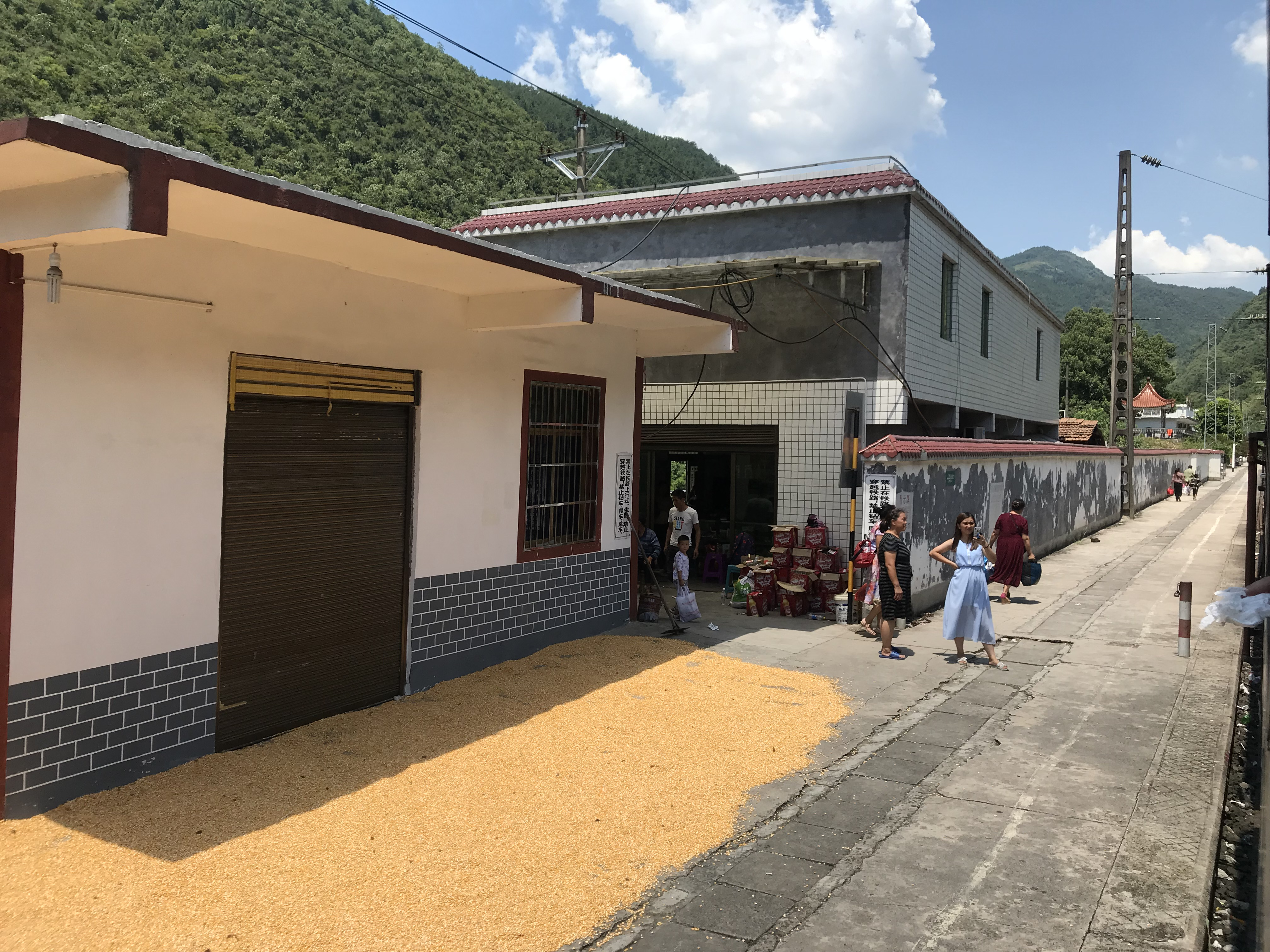
站台
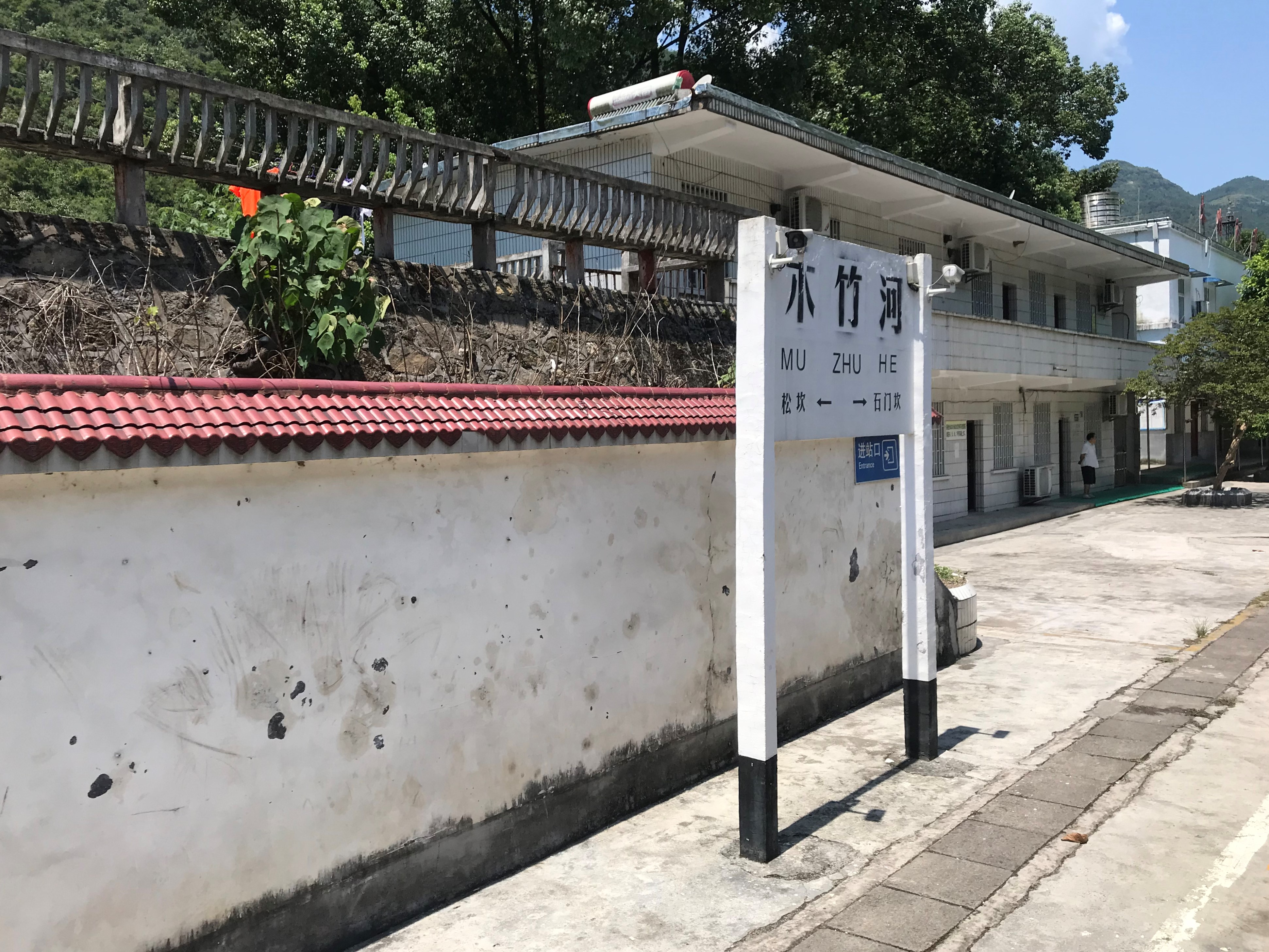
站牌
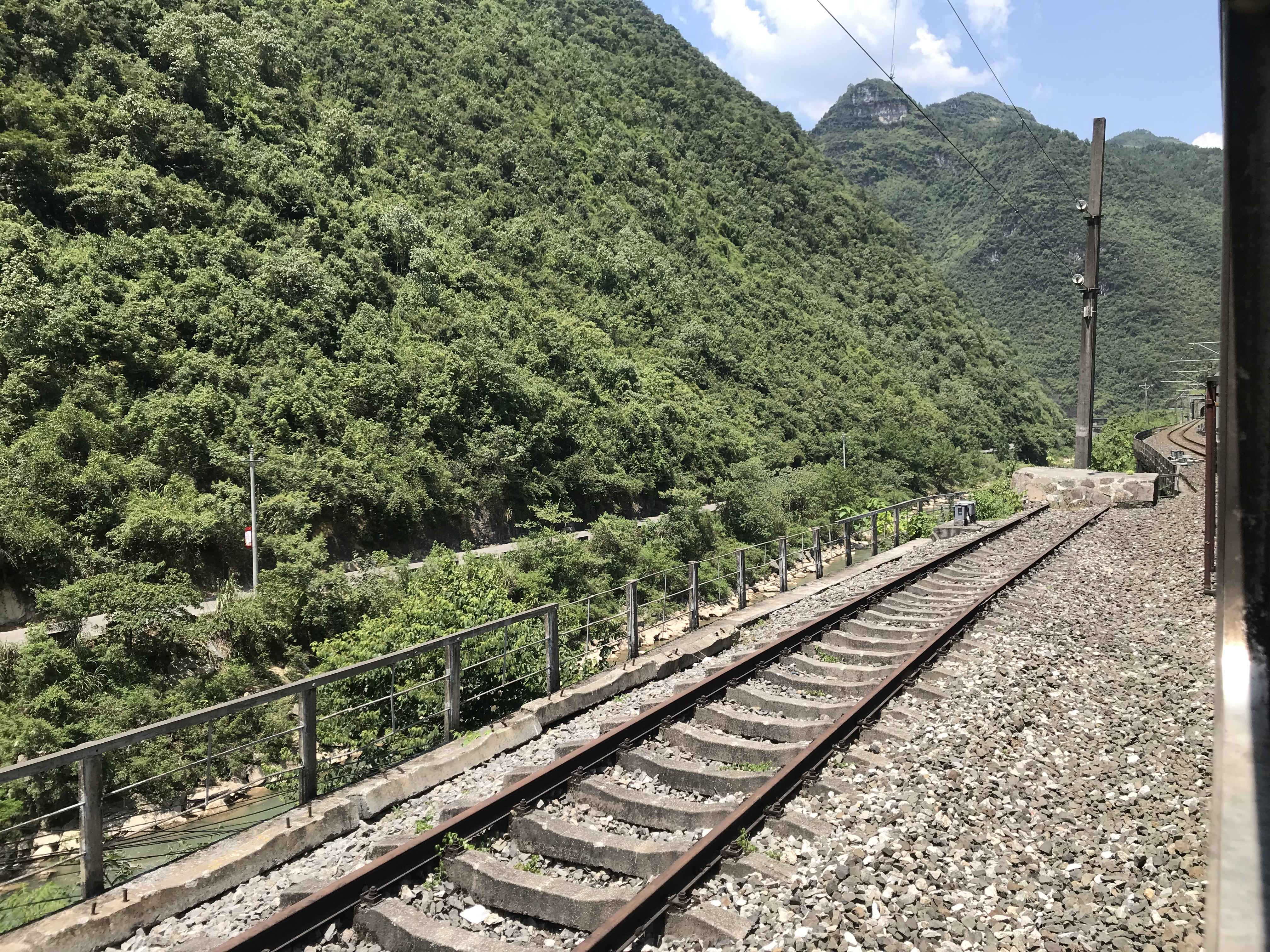
站内安全線